# Biserica reformată din Tileagd
Biserica reformată din Tileagd este un monument istoric aflat pe teritoriul satului Tileagd; comuna Tileagd.